# Intabulace
Intabulace je odborný výraz používaný pro zápis do veřejné či pozemkové knihy. 
Intabulací docházelo k zaznamenávání a založení práva na jednotlivých statcích do zemských desk (tabulae). Po přechodu ze zemských desk na pozemkové knihy došlo také k rozšíření významu intabulace. Ten se nově vztahoval na veškeré zápisy do pozemkových knih a také na všechny knihovní zápisy, jimiž docházelo k zakládání, převádění, omezení či zrušení knihovního práva v zemských deskách, pozemkových, horních či železničních knihách.
V současné době se využívá pro zápis do pozemkové knihy, kterým dochází k nabytí, převodu, omezení či zrušení věcného práva.
Opakem intabulace byla extabulace.